# Boychinovtsi
Boychinovtsi (en búlgaro: Бойчиновци) es una ciudad de Bulgaria en la provincia de Montana.

## Geografía
Se encuentra a una altitud de 104 m s. n. m. a 148 km de la capital nacional, Sofía.

## Demografía
Según estimación 2012 contaba con una población de 1 303 habitantes.
|         | 2004  | 2005  | 2006  | 2007  | 2008  | 2009  | 2010  | 2011 |
| Mujeres | 896   | 879   | 857   | 835   | 831   | 811   | 791   | 753  |
| Varones | 962   | 933   | 907   | 875   | 861   | 837   | 824   | 771  |
| Total   | 1 858 | 1 812 | 1 764 | 1 710 | 1 692 | 1 648 | 1 615 | 1524 |